# تیم ملی فوتبال مالزی
تیم ملی فوتبال مالزی زیر نظر فدراسیون فوتبال کشور مالزی به میدان می‌رود. این تیم مجموعه‌ای از بهترین بازیکنان فوتبال مالزی است و نماینده فوتبال این کشور در مسابقات بین‌المللی محسوب می‌شود.
تیم ملی مالزی هنوز موفق به راه‌یابی به دور پایانی جام جهانی فوتبال نشده است. درخشان‌ترین دوران این تیم در اوایل دهه هفتاد میلادی تا اوایل دهه هشتاد بود که این تیم به همراه تیم ملی فوتبال کره جنوبی رقبای اصلی در جنوب غرب آسیا به‌شمار می‌رفتند.
در تاریخ ۱ ژوئن ۲۰۲۱، مالزی در رتبه ۱۵۳ رده‌بندی فیفا قرار داشت.

## نتایج درجام جهانی
- ۱۹۳۰: راه نیافت
- ۱۹۳۴: راه نیافت
- ۱۹۳۸: راه نیافت
- ۱۹۵۰: راه نیافت
- ۱۹۵۴: راه نیافت
- ۱۹۵۸: راه نیافت
- ۱۹۶۲: راه نیافت
- ۱۹۶۶: راه نیافت
- ۱۹۷۰: راه نیافت
- ۱۹۷۴: دور مقدماتی
- ۱۹۷۸: دور مقدماتی
- ۱۹۸۲: دور مقدماتی
- ۱۹۸۶: دور مقدماتی
- ۱۹۹۰: دور مقدماتی
- ۱۹۹۴: دور مقدماتی
- ۱۹۹۸: دور مقدماتی
- ۲۰۰۲: دور مقدماتی
- ۲۰۰۶: دور مقدماتی